# Ronde van Italië 2014/Achtste etappe
De achtste etappe van de Ronde van Italië 2014 werd op 17 mei verreden. Het peloton begon in Foligno aan een heuvelrit van 174 kilometer die in Montecopiolo eindigde.

## Verloop
In de achtste etappe moesten twee cols van de eerste categorie en een van de tweede worden bedwongen. Nog voor de eerste klim kregen tien vroege vluchters de ruimte: Julien Bérard, Carlos Quintero,Stefano Pirazzi, Mattia Cattaneo, Mauro Finetto, Edvald Boasson Hagen, Julián Arredondo, Edoeard Vorganov, Perrig Quéméneur en Marco Bandiera kregen een voorsprong van ruim acht minuten.
In de aanloop naar de Cippo di Carpegna ontdeden Quemeneur, Pirazzi en Arredondo zich van hun medevluchters, waarna Arredondo tijdens de beklimming solo verderging. Op de top (met nog ruim 35 kilometer te gaan) had de Colombiaan bijna twee minuten voorsprong op de groep met favorieten.
In de afdaling van de Carpegna reed Pierre Rolland weg uit het uitgedunde peloton en passeerde de nog overgebleven leden van de voormalige kopgroep. Tijdens de klim naar Villagio del Lago (tweede categorie), de opmaat voor de slotklim, bleef de Fransman als naaste belager van koploper Arredondo over. De Fransman voegde zich tijdens de 6,4 kilometer lange klim naar de meet bij Arredondo, liet de Colombiaan achter, maar werd in het zicht van de finish gepasseerd door de voorposten van de favorietengroep.
In de sprint van de favorietengroep versloeg Diego Ulissi, die al een etappe gewonnen had, Robert Kišerlovski. Wilco Kelderman werd op zes seconden derde.
De Australiër Cadel Evans nam de roze leiderstrui over van zijn landgenoot Michael Matthews, die aan de voet van de eerste zware klim al moest afhaken.

## Uitslag
| Foligno - Montecopiolo (174 km) |                    |                         |          |
| Plaats                          | Naam               | Ploeg                   | Tijd     |
| Winnaar                         | Diego Ulissi       | Lampre-Merida           | 4u47'47" |
| 2                               | Robert Kišerlovski | Trek Factory Racing     | z.t.     |
| 3                               | Wilco Kelderman    | Belkin Pro Cycling      | +6"      |
| 4                               | Nairo Quintana     | Team Movistar           | z.t.     |
| 5                               | Cadel Evans        | BMC Racing Team         | +8"      |
| 6                               | Rigoberto Urán     | Omega Pharma-Quick-Step | z.t.     |
| 7                               | Domenico Pozzovivo | AG2R La Mondiale        | z.t.     |
| 8                               | Rafał Majka        | Tinkoff-Saxo            | +14"     |
| 9                               | Fabio Aru          | Astana Pro Team         | +17"     |
| 10                              | Ryder Hesjedal     | Garmin-Sharp            | +20"     |
|                                 |                    |                         |          |
| 21                              | Maxime Monfort     | Lotto-Belisol           | +1'22"   |

## Klassementen
| Algemeen klassement |                    |                         |           |
| Plaats              | Naam               | Ploeg                   | Tijd      |
| Roze trui           | Cadel Evans        | BMC Racing Team         | 34u22'35" |
| 2                   | Rigoberto Urán     | Omega Pharma-Quick-Step | +57"      |
| 3                   | Rafał Majka        | Tinkoff-Saxo            | +1'10"    |
| 4                   | Steve Morabito     | BMC Racing Team         | +1'31"    |
| 5                   | Fabio Aru          | Astana Pro Team         | +1'39"    |
| 6                   | Diego Ulissi       | Lampre-Merida           | +1'43"    |
| 7                   | Wilco Kelderman    | Belkin Pro Cycling      | +1'44"    |
| 8                   | Nairo Quintana     | Team Movistar           | +1'45"    |
| 9                   | Robert Kišerlovski | Trek Factory Racing     | +1'49"    |
| 10                  | Domenico Pozzovivo | AG2R La Mondiale        | +1'50"    |
|                     |                    |                         |           |
| 15                  | Maxime Monfort     | Lotto-Belisol           | +3'41"    |

| Puntenklassement |                 |                     |        |
| Plaats           | Naam            | Ploeg               | Punten |
| Rode trui        | Nacer Bouhanni  | FDJ.fr              | 166    |
| 2                | Giacomo Nizzolo | Trek Factory Racing | 150    |
| 3                | Elia Viviani    | Cannondale          | 139    |
|                  |                 |                     |        |
| 14               | Tom Veelers     | Giant-Shimano       | 34     |
| 20               | Kenny Dehaes    | Lotto-Belisol       | 28     |

| Bergklassment |                  |                     |        |
| Plaats        | Naam             | Ploeg               | Punten |
| Blauwe trui   | Julián Arredondo | Trek Factory Racing | 47     |
| 2             | Diego Ulissi     | Lampre-Merida       | 35     |
| 3             | Stefano Pirazzi  | Bardiani CSF        | 26     |
|               |                  |                     |        |
| 7             | Wilco Kelderman  | Belkin Pro Cycling  | 14     |
| 15            | Tim Wellens      | Lotto-Belisol       | 9      |

| Jongerenklassement |                 |                    |           |
| Plaats             | Naam            | Ploeg              | Tijd      |
| Witte trui         | Rafał Majka     | Tinkoff-Saxo       | 35u23'45" |
| 2                  | Fabio Aru       | Astana Pro Team    | +29"      |
| 3                  | Diego Ulissi    | Lampre-Merida      | +33"      |
|                    |                 |                    |           |
| 4                  | Wilco Kelderman | Belkin Pro Cycling | +34"      |
| 16                 | Tim Wellens     | Lotto-Belisol      | +28'55"   |

| Ploegenklassement |                         |            |
| Plaats            | Ploeg                   | Tijd       |
|                   | BMC Racing Team         | 102u23'29" |
| 2                 | Omega Pharma-Quick-Step | +41"       |
| 3                 | AG2R La Mondiale        | +2'56"     |
|                   |                         |            |
| 14                | Belkin Pro Cycling      | +38'39"    |

1e etappe ·
2e etappe ·
3e etappe ·
4e etappe ·
5e etappe ·
6e etappe ·
7e etappe ·
8e etappe ·
9e etappe ·
10e etappe ·
11e etappe ·
12e etappe ·
13e etappe ·
14e etappe ·
15e etappe ·
16e etappe ·
17e etappe ·
18e etappe ·
19e etappe ·
20e etappe ·
21e etappe
Startlijst · Eindstanden · Afbeeldingen